# Claudia (芸能事務所)
株式会社Claudia（クラウディア、英文社名；Claudia Entertainment inc.）は、東京都渋谷区に本社を置く日本の芸能プロダクション。過去には株式会社バーニングプロダクション傘下の株式会社ZEAL associatesとマネージメント業務の提携時期あり。

## 所属タレント
※ 2022年4月現在
| - 鈴木咲稀 - 原石あいな - 内田彩菜 - 有咲 - 石田悠紀子 - みずさわさりな - 浅井彩希 - 溝畑幸希 - 助川紗和子 - 神村亮 - 結城あやね - 黒咲渚 - 榊ゆうり - 神野久美子 - 後藤ゆい - 樋口友理 - 西崎夢乃 - 堀井ゆりな - 荻原美彩 - 福田千明 - 福田千明 - 初本瑞穂 - 桜井未來 | - 中田彩 |

## かつて所属していたタレント
- 西舘さをり
- しづか
- 未莉
- 砂岡春奈
- 広瀬未花
- 大坂のどか
- 大橋由起子
- みづきあかり （旧芸名・美月あかり）
- 高塚麻奈（別名：水野麻奈）
- 飯野かおり
- 千大佑
- 高木眞之介
- 北山奈都美
- 斎藤眞利奈
- 木下ゆうか（大食いタレント・YouTuber）
- 藤川ありさ
- 真原彩
- 山本真由（現芸名：山本真夢）
- 田中芽佳実
- 水谷りなん
- 木内海美